# 鹽罐
鹽罐（Saliera）是本韦努托·切利尼的唯一倖存的黃金作品。在切利尼於1540年至1543年在巴黎逗留期間，由弗朗索瓦一世委託製造。在1570年由法王查理九世與奧地利大公伊麗莎白結婚時，給蒂羅爾州的斐迪南二世。它藏于艺术史博物馆，2003年5月11日被盗，直到2006年1月21日才在茨韦特尔附近的森林挖出。
這個極為寶貴的餐桌用具，是用手工錘打成其精緻的造型。其中按照他自己的說法，切利尼用很寫意的手法鍛造出這件黃金作品，來寓意地球。在他的自傳中，提到這件作品，他說：“……顯示海是如何與陸地結合，我做了兩個軀體，如一對手掌，高坐在旁邊，他們互相交織在一起的腳，就像我們所看到的大地給滔滔海洋的懷抱。而大海，我描繪成一個男人，舉著一艘精緻的黃金鍛造的船，這裡可以容納足夠的鹽，其下有四隻海馬，海神右手裡拿著三叉戟。我把地球化作為一個女人，我為這樣一個美麗的人物來展現我所知道大地的優雅。她的旁邊的地上，放著豐富裝飾的寺廟辣椒罐。……在其一側是，地球所帶來的許多美麗的形態。”在此底座（八方裝飾），有寓言四風（四季）與一天的時間（黎明、白天、傍晚、黑夜）。